# Pałac Muzyki Katalońskiej
Pałac Muzyki Katalońskiej (kat. Palau de la Música Catalana) – budynek z salą koncertową w Barcelonie przy ulicy Carrer Sant Pere Més Alt w dzielnicy Ciutat Vella. Jeden z najważniejszych zabytków katalońskiej secesji. Jego budowę sfinansowali katalońscy przemysłowcy tekstylni, którzy zasponsorowali również barceloński teatr opery i baletu – Gran Teatre del Liceu.

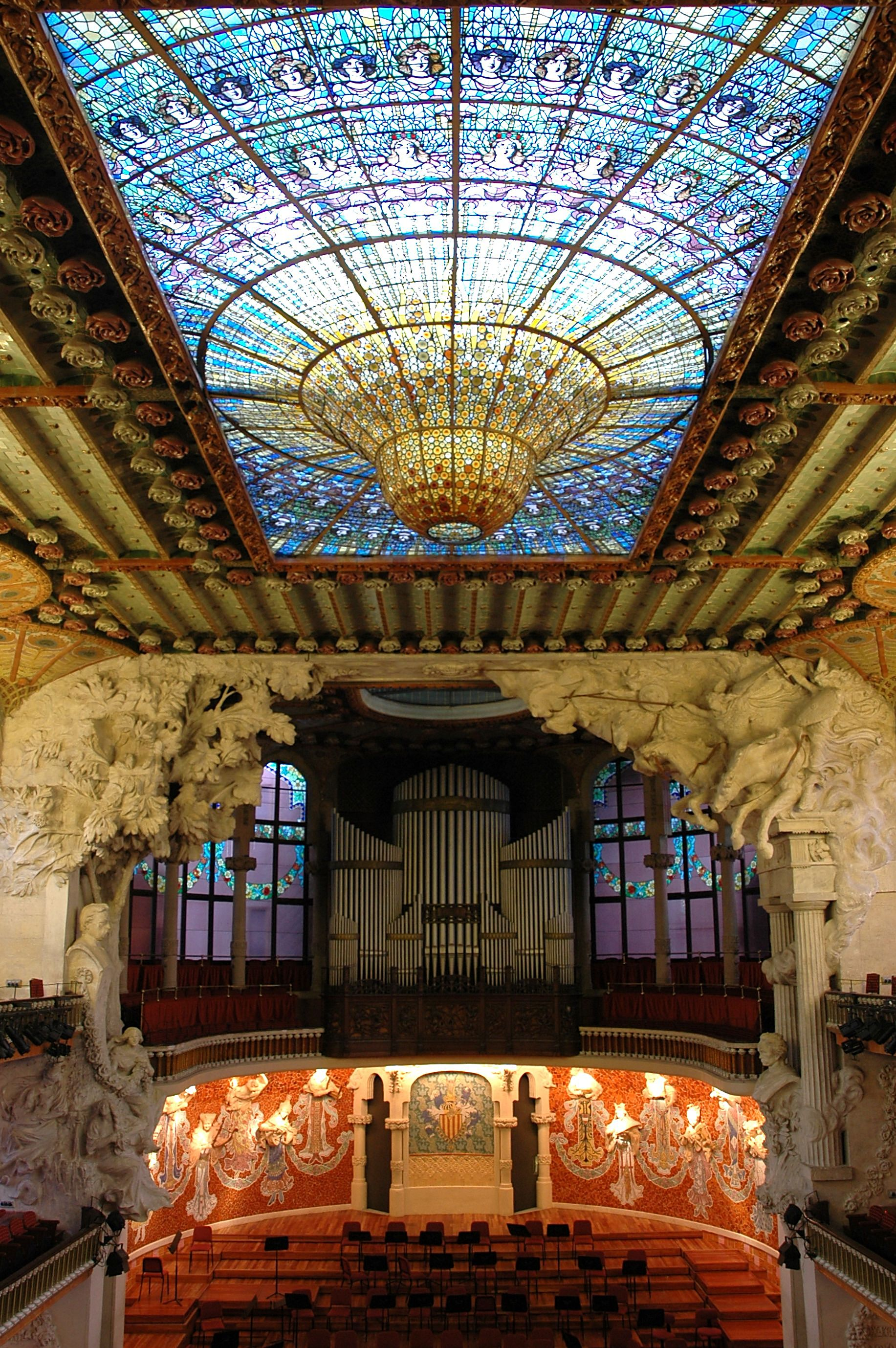
Wnętrze pałacu

Salę przeznaczono na koncerty muzyki orkiestrowej i instrumentalnej oraz występy chóralne i śpiewacze. Dziś spełnia wszystkie te funkcje – prezentuje się tu zarówno muzykę poważną, jak i rozrywkową.
W 1971 pałac wpisano na listę zabytków narodowych. W tym czasie przeprowadzono też restaurację budynku. W 1997 audytorium znalazło się na liście światowego dziedzictwa UNESCO.

## Historia
Pałac Muzyki Katalońskiej w Barcelonie został zbudowany przez Lluísa Domenècha i Montanera dla Orfeó Català, chóru założonego przez Lluísa Milleta i Amadeo Vivesa w 1891 roku. Joaquim Cabot, prezes chóru, prowadził zbiórkę na cel wybudowania siedziby dla chóru, z myślą, że zostanie ona wzniesiona właśnie przez Domècha i Montanera. W 1904 roku Cabot wybrał miejsce dla budynku, czyli teren liczący 1400 metrów kwadratowych przy Carrer de Sant Pere Més Alt, którego koszt wyniósł 240 000 peset.
Początkowo zakładano, że na wybudowanie Pałacu wystarczy budżet wynoszący 450 000 peset, jednakże ostatecznie przeznaczono na niego 875 750 peset. Uzbieranie kwoty potrzebnej na budowę było tak problematyczne, że architekt Domènech i Montaner niezadowolony z otrzymania wypłaty z opóźnieniem, nie pojawił się na otwarciu Pałacu.
W 1905 roku rozpoczęto budowę, a 9 lutego 1908 roku nastąpiło uroczyste otwarcie. Na wstępie budynek został poświęcony przez biskupa, a następnie chór Orfeó zagrał pierwszy koncert w swojej nowej siedzibie.
Nowo wybudowany Pałac spotkał się z pozytywnymi komentarzami ze strony lokalnej prasy i mieszkańców Barcelony. Domènech i Montaner otrzymał również nagrodę od władz miejskich za najlepszą budowlę w Barcelonie w 1908 roku.
Przychylne recenzje dotyczące Pałacu wkrótce skończyły się, ponieważ już w następnym dziesięcioleciu zaczęto zauważać jego liczne wady i nazywać go Palau de la Quincalleria Catalana, czyli Pałacem Katalońskich Rupieci. Dużą wadą Pałacu była jego słaba akustyka. Josep Pla twierdził, że należy pozbyć się wszystkich przesadnych dekoracji zdobiących wnętrze budynku i odremontować jego ściany w taki sposób, aby poprawić jego warunki akustyczne. Problem był na tyle duży, że zdarzało się, iż podczas koncertów dźwięk muzyki zagłuszany był biciem dzwonów z pobliskiego kościoła lub odgłosami ruchu ulicznego.
Mimo to, nikt nie podjął się wyremontowania budynku. W 1971 roku Pałac uznano za zabytek, a w latach osiemdziesiątych Òscar Tusquets odświeżył jego wygląd.

## Wygląd budynku

### Budynek z zewnątrz
Do 1989 roku wejście znajdowało się na rogu ulicy Sant Pere més Alt oraz Amadeo Vivesa; potem wejście przeniesiono.
Zdobienia fasady to połączenie stylu tradycyjnej architektury hiszpańskiej i arabskiej. Zastosowano czerwoną cegłę, żelazo, mozaiki oraz witraże. Od parteru wznoszą się kolumnady sięgające pierwszego piętra, które zdobią frontowe wejście oraz fasadę. Nad nimi widoczne są płaskorzeźby przedstawiające popiersia (od lewej): Giovanniego Pierluigi da Palestrina, Jana Sebastiana Bacha, Ludwiga van Beethovena oraz Richarda Wagnera. Pomiędzy pierwszymi trzema rzeźbami a czwartą reprezentująca Wagnera, na rogu znajduje się rzeźba autorstwa Michaela Blaya przedstawiająca alegorię Katalońskiej pieśni popularnej.

### Foyer
Wejście od strony ulicy Sant Pere mès Alt prowadzi do przedsionka Pałacu, gdzie znajduje się poczekalnia oraz kawiarnia. W miejscu tym znajdują się podwójne marmurowe schody oświetlone dużymi latarniami, prowadzące na pierwsze piętro, a także przyozdobione motywami kwiatowymi kolumny i łuki.

### Sala koncertowa
W ciągu dnia sala koncertowa, która pomieścić może 2200 osób, oświetlana jest przez naturalne światło, ponieważ z obu stron znajdują się ściany wykonane ze szklanych witraży, których motywem przewodnim jest złoto i błękit, czyli słońce i niebo.
Po bokach pomieszczenia umiejscowione są kolumny ozdobione motywem złotych pawich piór. W centralnym miejscu nad sceną mieszczą się wysokie białe organy. Pod organami, w ścianie za sceną znajdują się popiersia muz, przy których widnieje popiersie Josego Anselma Clave (kompozytora hiszpańskiego). Po lewej stronie sceny przedstawione są symboliczne Walkirie, pochodzące z opery Richarda Wagnera. W innym miejscu sceny znajduje się także popiersie Ludwiga van Beethovena.

### Sala Lluísa Milleta
Sala ta stworzona została z myślą o mecenasie chóru Orfeó, Lluísie Millecie. Pomieszczenie to ma wysokość dwóch pięter i ozdobione jest witrażami z motywami kwiatowymi. Pomieszczenie pełni funkcję reprezentatywną, a więc organizowane w niej są, między innymi, wydarzenia społeczne oraz konferencje prasowe.

### Petit Palau
W Pałacu, oprócz głównej sali koncertowej, mieszczą się dwie mniejsze sale. W Petit Palau, który powstał w 2004 roku, organizowane są kameralne koncerty, a pozwala na to dobra akustyka i zastosowanie wysokiej technologii.

### Sala prób Chóru Orfeó Català
W Pałacu znajduje się również sala prób chóru. Jest to małe, kameralne pomieszczenie, w którym, oprócz prób, odbywają się również mniej ważne koncerty, konferencje czy prezentacje. W tej sali znajduje się pierwszy kamień, który postawiono na początku budowania Pałacu. W miejscu tym fotele rozłożone są na kształt półksiężyca (na wzór siedzeń znajdujących się w głównej sali koncertowej). Oprócz tego, aulę zdobią duże kolumny, witraże i dekoracje charakterystyczne dla modernizmu katalońskiego.

## Zespoły związane z Pałacem

### Chór Orfeó Català
Chór Orfeó Català został założony w 1891 roku przez Lluísa Milleta y Amadeo Vivesa, z myślą o stworzeniu grupy, która zajmowałaby się repertuarem katalońskim. Ogólna działalność tego chóru opierała się na stylu nazywanym Renaixença. Tworząc muzykę katalońską w tym właśnie stylu próbowano podkreślić swoje pochodzenie, zwłaszcza po to, by uwolnić się od wpływu Aragonii i Kastylii.
Chórem przewodzili następujący dyrektorzy artystyczni: Lluís Millet (1891-1941), Francisco Pujol (1941-1945), Lluís Maria Millet i Millet (1945-1977), Lluís Millet i Loras (1977-1981), Simon Johnson (1981-1983 i 1985-1988), Salvador Mas (1983-1985), Jordi Casas Bayer (1988-1998), Josep Vila i Casañas (1998-2015) oraz Simon Halsey (od 2015).

### Cor de Cambra
Innym chórem związanym z Pałacem Muzyki Katalońskiej w Barcelonie jest Cor de Cambra. Został założony przez Orfeó Català w 1990 roku jako chór, który ma za zadanie promować katalońskie dziedzictwo muzyczne. Początkowo przewodził nim Jordi Casas Bayer. W 2016 roku stanowisko to objął Simon Halsey.
Od 2010 roku Cor de Cambra jest członkiem The European Network for Professional Chamber Choirs (TENSO).

## Projekty realizowane w Pałacu Muzyki Katalońskiej

### Projekt Xarxa Coral
Projekt Xarxa Coral stworzony został z myślą o utrzymywaniu bliskich relacji z innymi chórami pochodzącymi z Katalonii. W tym celu Orfeó co roku zaprasza dwa inne chóry na występ na scenie Pałacu Muzyki Katalońskiej. Wybierane są chóry pochodzące z miast, w których Chór Orfeó wcześniej koncertował.

### Escola Coral
W Pałacu Muzyki Katalońskiej działa również projekt o nazwie Escola Coral, który jest projektem edukacyjnym, artystycznym i społecznym, mającym na celu zapewnienie dzieciom, młodzieży i młodym dorosłym w wieku od 6 do 25 lat pełne szkolenie wokalne i muzyczne. Program ten obejmuje kolejno kilka chórów: Cor Petits, Cor Mitjans, Cor Infantil, Cor de Noises i Cor Jove. Patronem projektu Escola Coral jest Bank Santander.

### Palau Vincles
Palau Vincles, wcześniej nazywany Clavé XII, to kolejny społeczny projekt Pałacu Muzyki Katalońskiej, utworzony w 2011 roku. Jego celem jest integrowanie społeczeństwa poprzez nauczanie śpiewu chóralnego dzieci i młodzieży, które pochodzą z mniej zamożnych rodzin. Oprócz umiejętności wokalnych, rozwijane są u uczniów zdolności psychospołeczne. Chóry stworzone na rzecz tego bezpłatnego projektu ćwiczą raz bądź dwa razy w tygodniu oraz biorą udział w około 150 koncertach rocznie. Łącznie w projekcie biorą udział aż 83 chóry.

## Bibliografia

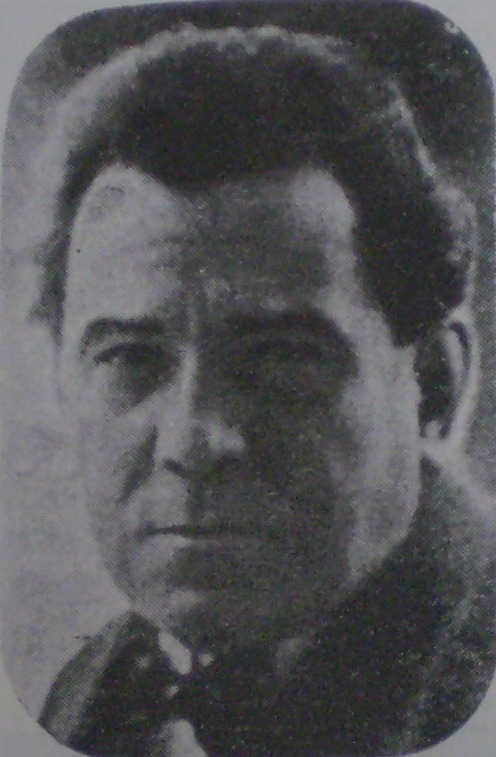
Amadeo Vives
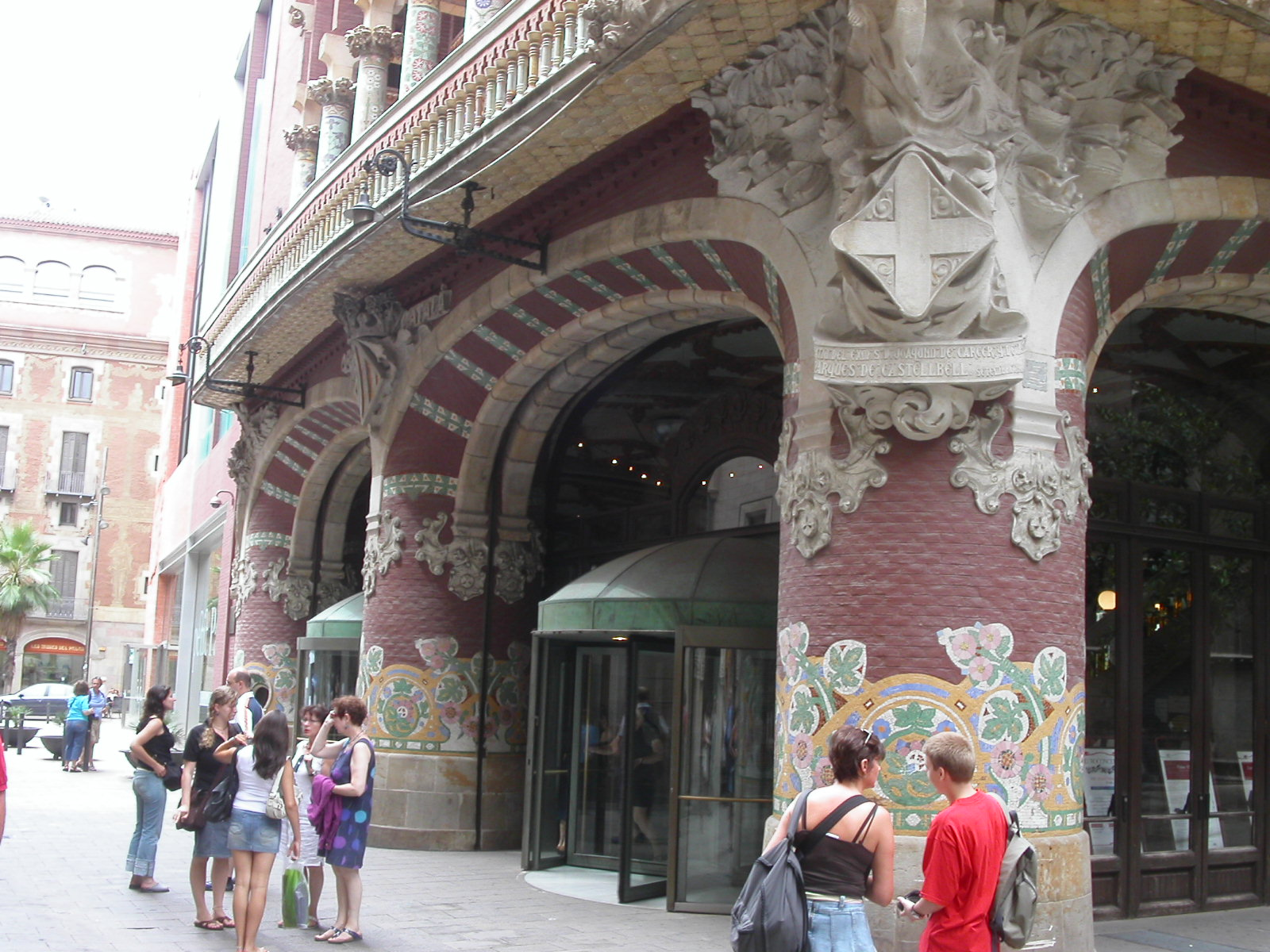
Wejście do budynku
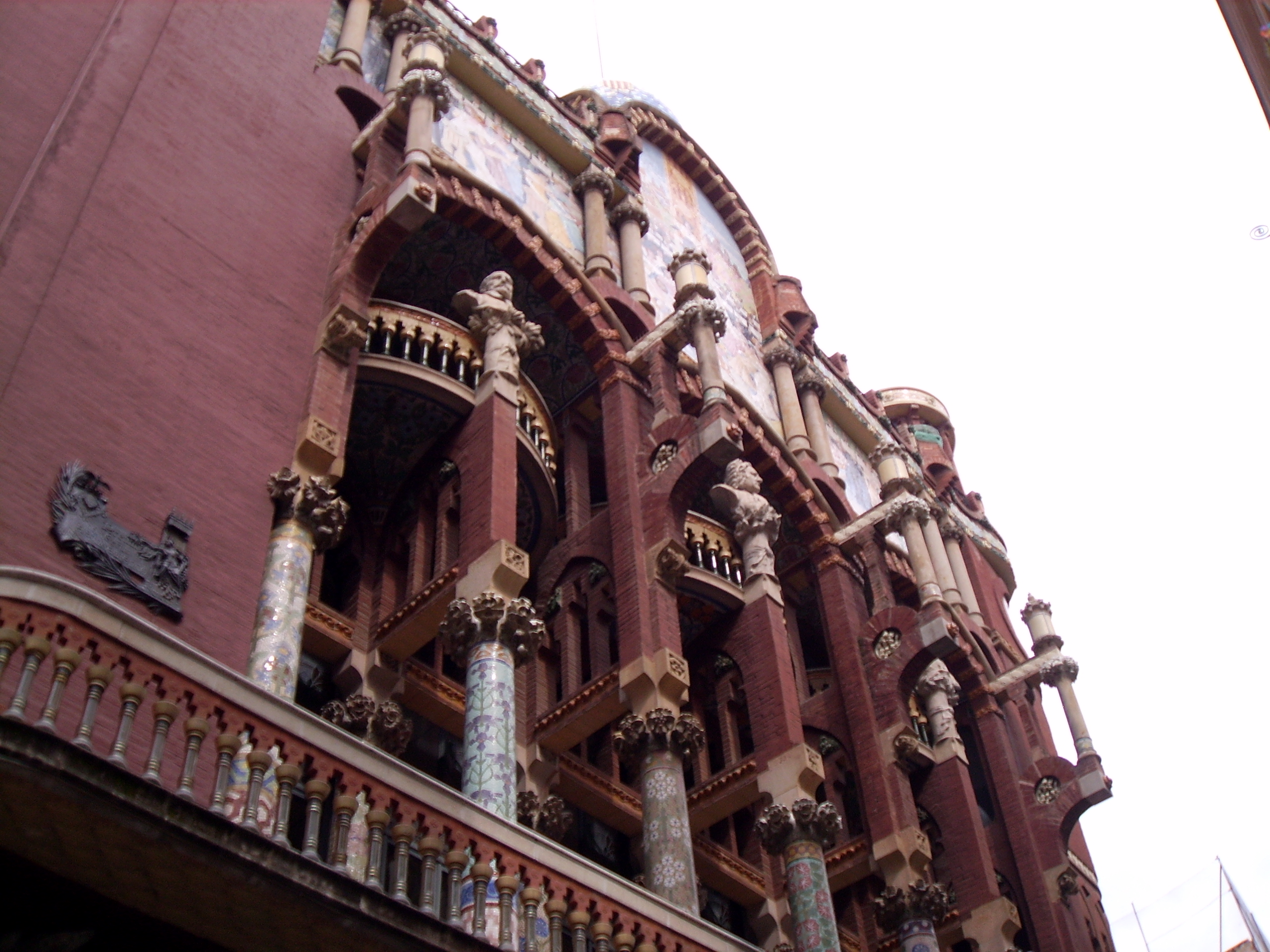
Popiersia kompozytorów
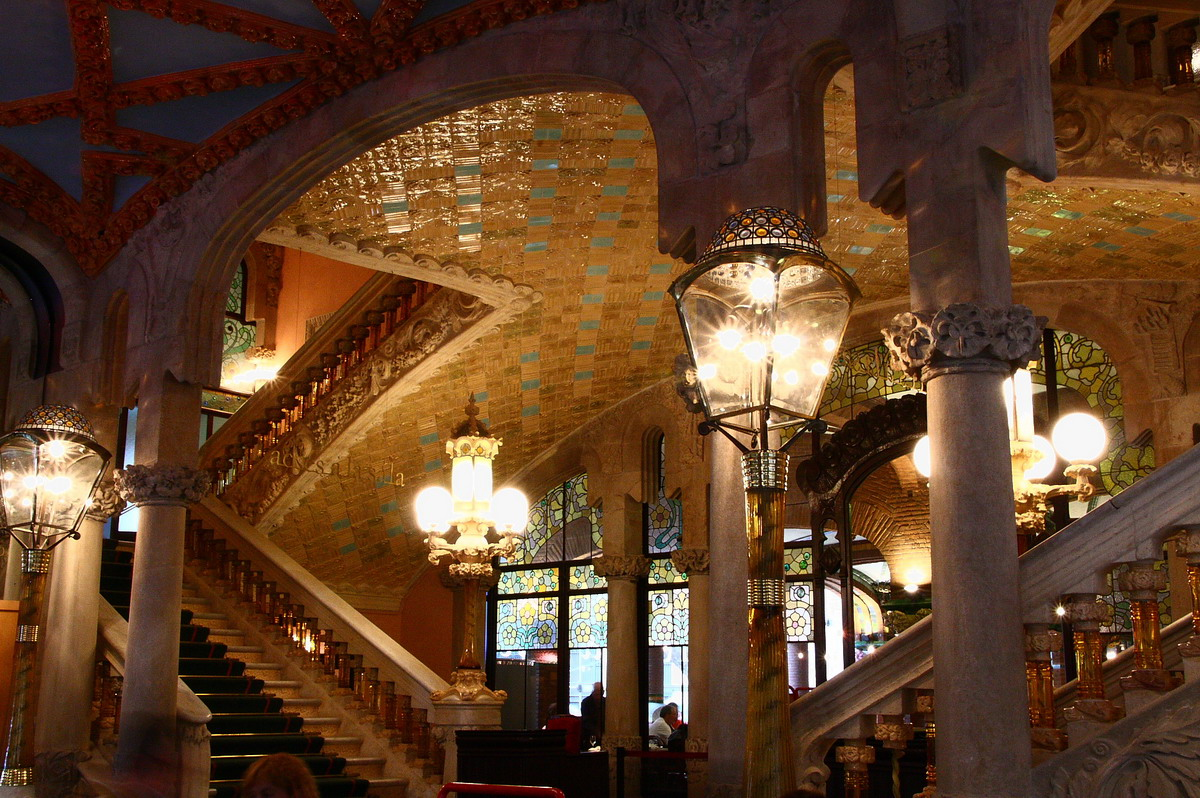
Foyer
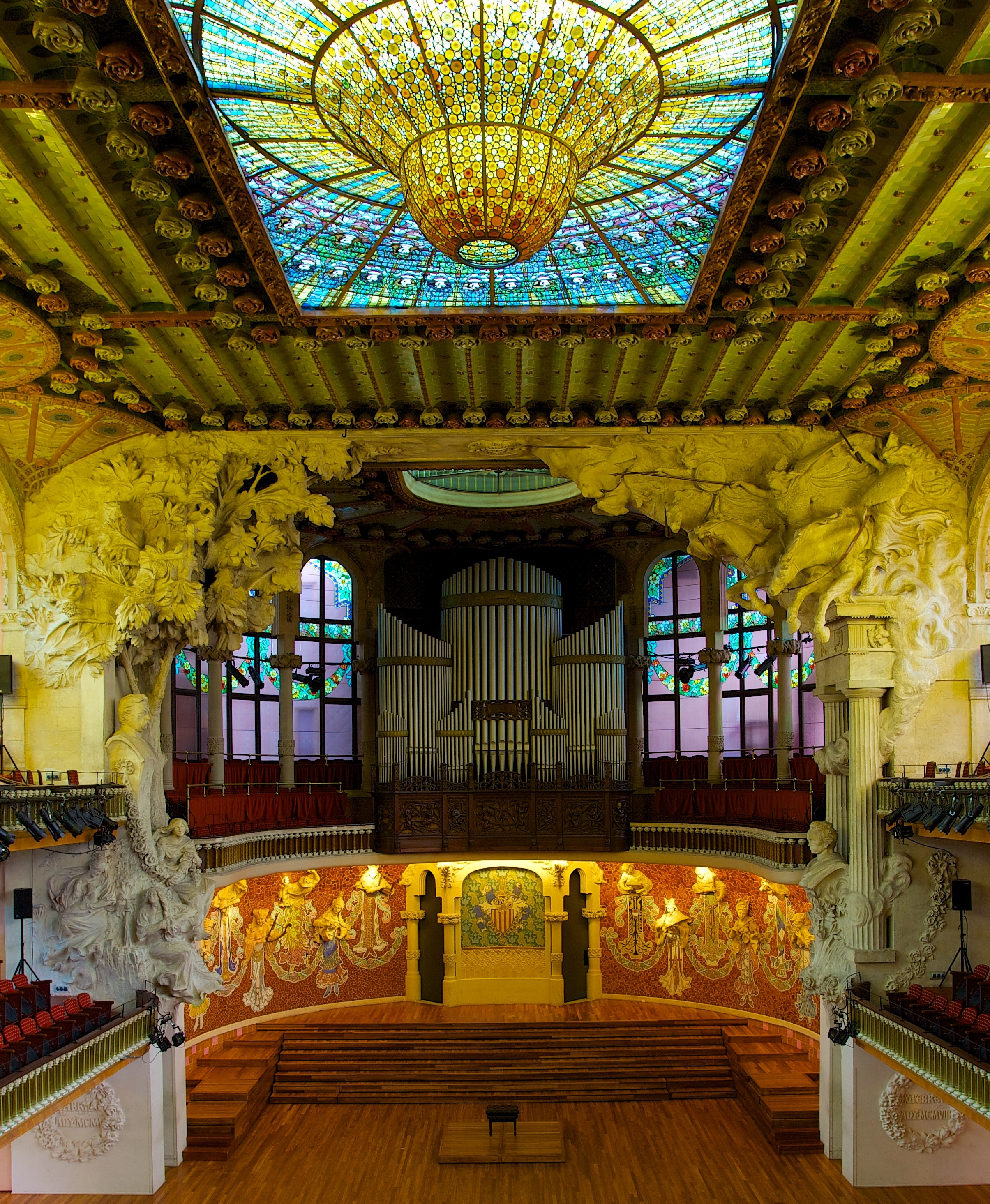
Sala koncertowa
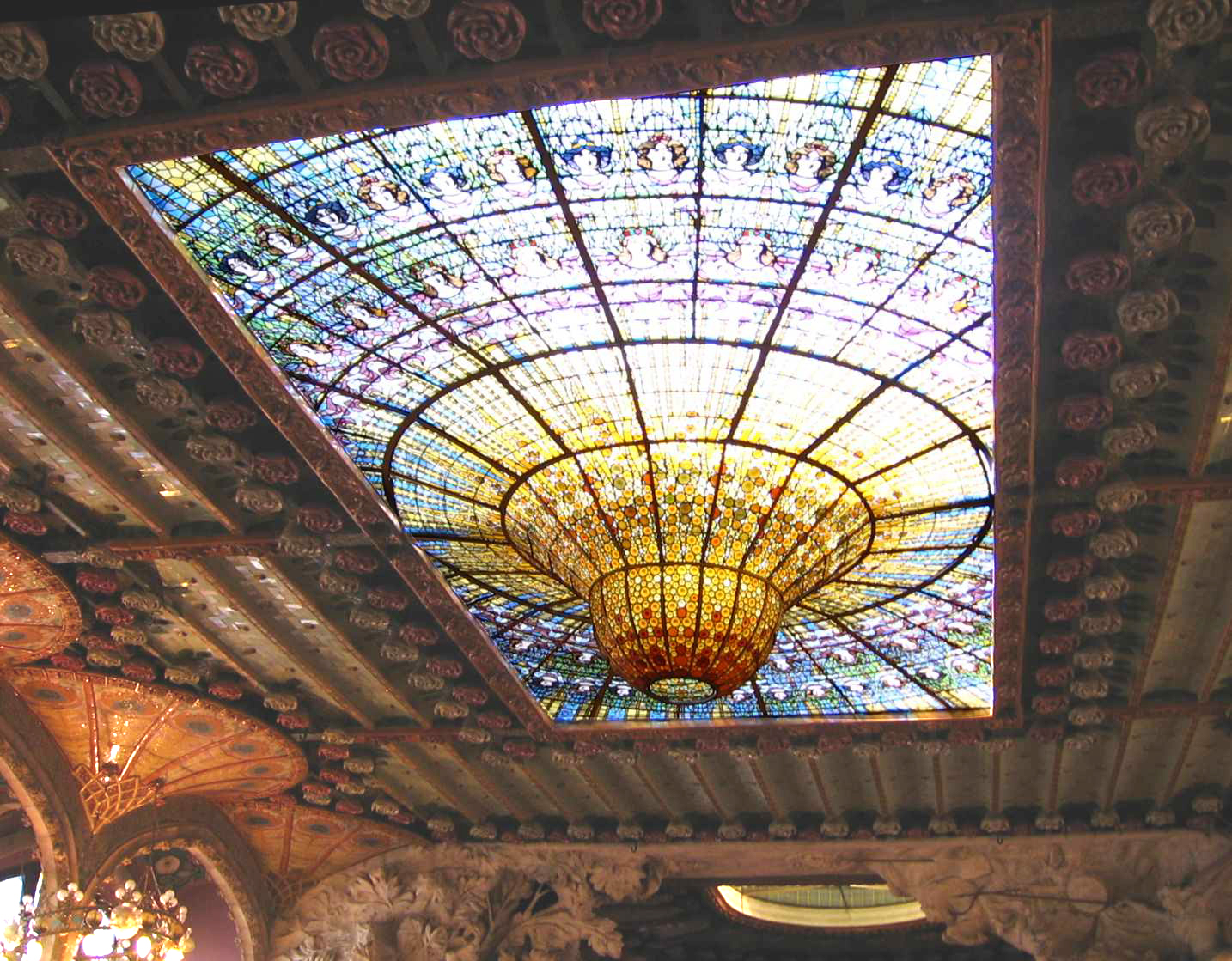
Sala koncertowa: witraż na suficie przedstawiający niebo i słońce